# سیارک ۳۷۵۱۹
سیارک ۳۷۵۱۹ (به انگلیسی: 37519 Amphios، نامگذاری:3040T-3) سی و هفت هزار و پانصد و نوزدهمین سیارک کشف شده‌است که در ۱۶ اکتبر ۱۹۷۷ کشف شد.